# Félix-Guillaume Wittouck

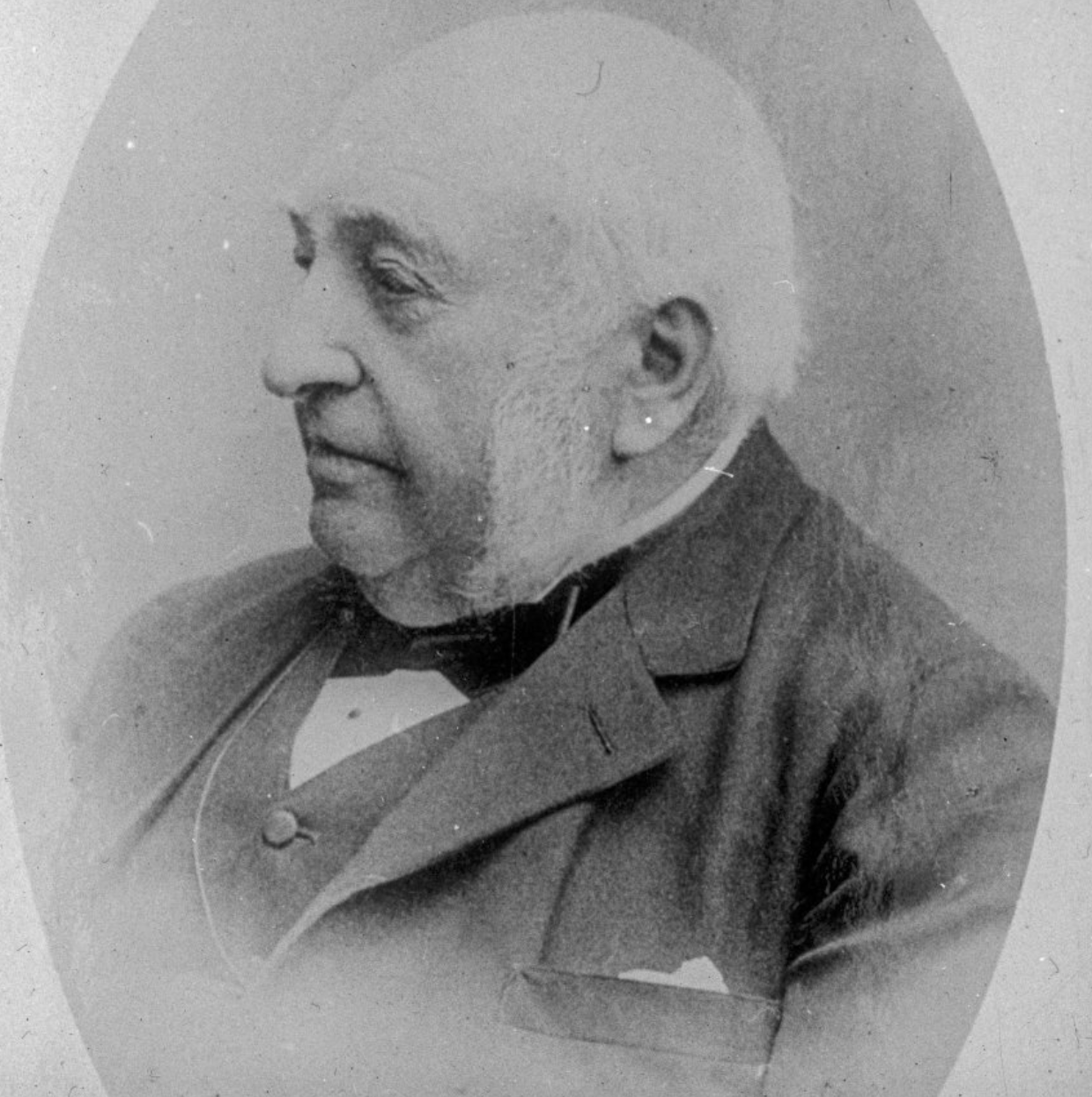

Félix-Guillaume Wittouck (Sint-Pieters-Leeuw, 16 oktober 1812 - Elsene 25 mei 1898) was een Belgisch industrieel, distilleerder, veefokker en burgemeester van Sint-Pieters-Leeuw.

## Levensloop
Hij was de kleinzoon van Willem Wittouck en de zoon van likeurstoker en burgemeester van Sint-Pieters-Leeuw François Wittouck, (22 augustus 1783 - 24 maart 1814), en van Petronilla van Cutsem. Zelf huwde hij met Élise Boucquéau, met wie hij vijf kinderen kreeg: 
- Felix Wittouck (1849-1916),
- Paul Wittouck (1851-1917),
- Frantz Wittouck (1855-1914), die aan de basis liggen van de Tiense Suikerraffinaderij,
- Marguerite Wittouck (-1927), die huwde met bankier en politicus Victor Allard,
- Emilie Wittouck (1863-1955), die huwde met baron Fernand de Beeckman.

Hij was een schoonbroer van Ernest Boucquéau, industrieel en volksvertegenwoordiger, en Louis Faignart, industrieel en volksvertegenwoordiger. Zijn stiefvader was François Dindal.
Het gezin bewoonde het kasteel van Klein-Bijgaarden, aangekocht door de grootvader en door Felix-Guillaume verbouwd en uitgebreid volgens een ontwerp van architect Hendrik Beyaert. In de twintigste eeuw verdween het kasteel uit de familie Wittouck en werd het rusthuis voor de Congregatie van de paters van Scheut.
In 1850 kocht Felix-Guillaume in de Limburgse Kempen een grote eigendom die later zou uitgroeien tot het domein Hengelhoef.